# Kasteel van Flers (Orne)
Het Kasteel van Flers (Frans: Château de Flers) is een kasteel in de Franse gemeente Flers. Het kasteel is een beschermd historisch monument sinds 1907.
Het kasteel heeft twee vleugels en ligt aan drie zijden aan een slotgracht en een klein meer. De oudste delen zijn 16e-eeuws. Het kasteel werd gebouwd in opdracht van Nicolas III de Grosparmy. De 18e-eeuwse voorgevel werd gebouwd in opdracht van Ange Hyacinthe de la Motte-Ango. In 1901 werd het kasteel aangekocht door de gemeente. Tussen 2012 en 2016 werd het gerestaureerd.
In het kasteel is een museum ondergebracht waar de geschiedenis van de stad en streek wordt getoond, naast schilderijen en andere kunstwerken.